# Charinus souzai
Charinus souzai es una especie de araña del género Charinus, familia Charinidae. Fue descrita científicamente por Miranda, Giupponi, Prendini and Scharff en 2021.
Habita en América del Sur. El caparazón de la hembra mide de 2,75 a 3,40 mm de largo por 4,25 a 5,00 mm.